# Matthias Degener
Matthias Degener (* 13. Februar 1985 in Salzkotten) ist ein deutscher Rockmusiker und Gitarrist.

## Leben
Degener spielte in der Death-Metal-Band Hate Force One und war Tourmusiker bei Misery Speaks. Er spielte auch in der Band EpitomE und war als Gitarrist u. a. als Support für Nazareth und Rage unterwegs und arbeitete als Studiomusiker.
Seit 2019 ist Degener Gitarrist der Heavy-Metal-/Hardrockband Axxis, bei der er schon vorher ausgeholfen hatte.